# Penso (Melgaço)
Penso ist eine Gemeinde (Freguesia) im nordportugiesischen Kreis Melgaço.

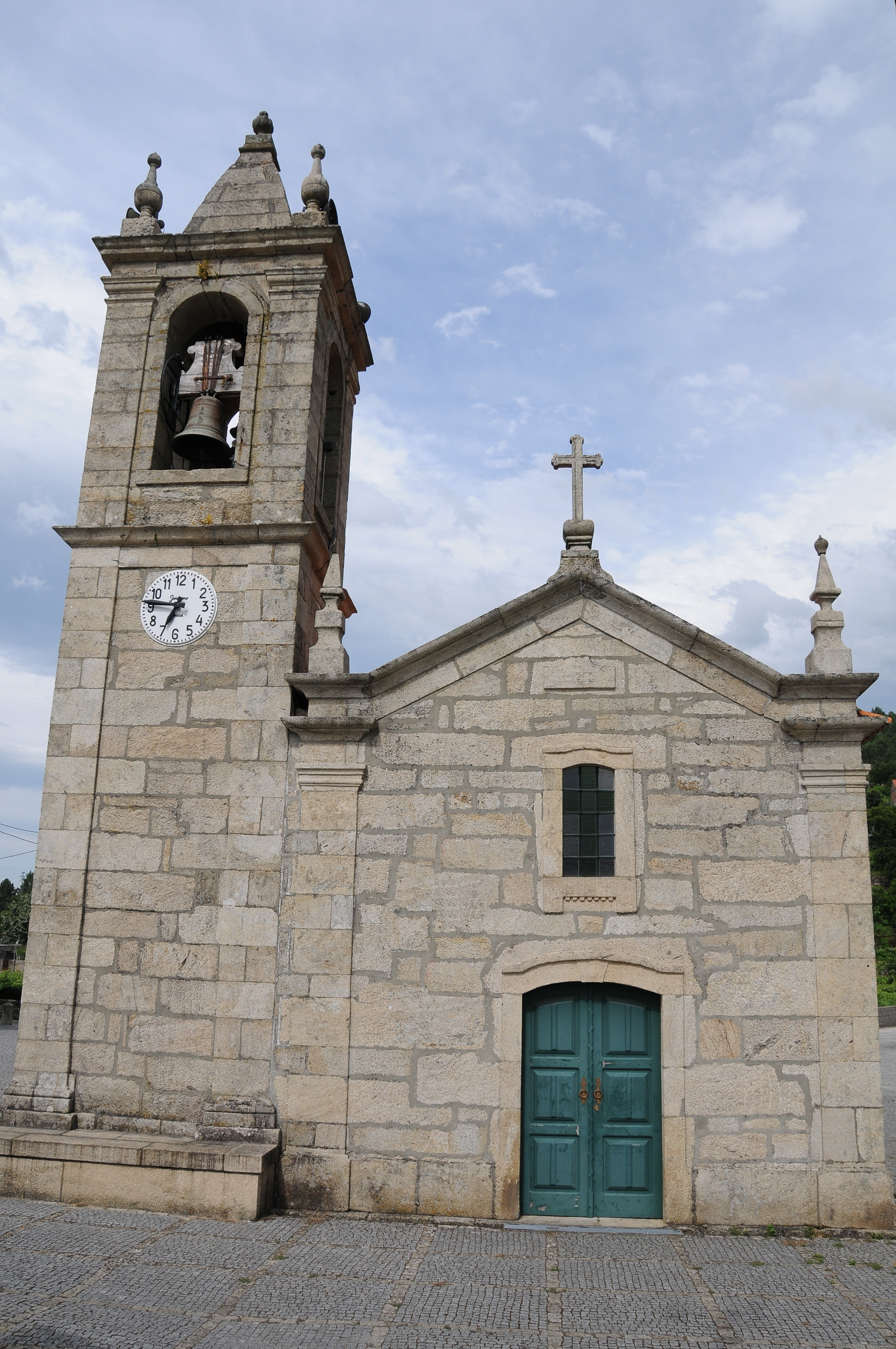
Kirche von Penso

 In ihr leben 445 Einwohner (Stand 19. April 2021).